# Eleições legislativas portuguesas de 1985 no distrito de Leiria
| Eleições legislativas portuguesas de 1985 Distritos: Aveiro \| Beja \| Braga \| Bragança \| Castelo Branco \| Coimbra \| Évora \| Faro \| Guarda \| Leiria \| Lisboa \| Portalegre \| Porto \| Santarém \| Setúbal \| Viana do Castelo \| Vila Real \| Viseu \| Açores \| Madeira \| Estrangeiro |

## Resultados por Concelho
Os resultados nos concelhos do Distrito de Leiria foram os seguintes:

### Alcobaça
| Partido                 | Partido                       | Votos  | %               | +/-   |
| ----------------------- | ----------------------------- | ------ | --------------- | ----- |
|                         | Partido Social Democrata      | 12 314 | 39,50 / 100,00  | 5,11  |
|                         | Partido Socialista            | 6 877  | 22,06 / 100,00  | 15,25 |
|                         | Partido Renovador Democrático | 4 787  | 15,36 / 100,00  | Novo  |
|                         | Centro Democrático e Social   | 3 201  | 10,27 / 100,00  | 4,47  |
|                         | Aliança Povo Unido            | 2 109  | 6,77 / 100,00   | 1,26  |
|                         | Partido da Democracia Cristã  | 398    | 1,28 / 100,00   | 0,45  |
|                         | Outros                        | 581    | 1,87 / 100,00   |       |
| Votos Inválidos         | Votos Inválidos               | 905    | 2,90 / 100,00   | 0,20  |
| Total                   | Total                         | 31 172 | 100,00 / 100,00 |       |
| Eleitorado/Participação | Eleitorado/Participação       | 41 671 | 74,81 / 100,00  | 2,94  |

### Alvaiázere
| Partido                 | Partido                       | Votos | %               | +/-   |
| ----------------------- | ----------------------------- | ----- | --------------- | ----- |
|                         | Partido Social Democrata      | 3 178 | 50,32 / 100,00  | 7,42  |
|                         | Centro Democrático e Social   | 1 610 | 25,49 / 100,00  | 10,64 |
|                         | Partido Socialista            | 648   | 10,26 / 100,00  | 3,69  |
|                         | Partido Renovador Democrático | 407   | 6,44 / 100,00   | Novo  |
|                         | Partido da Democracia Cristã  | 89    | 1,41 / 100,00   | 0,69  |
|                         | Aliança Povo Unido            | 65    | 1,03 / 100,00   | 0,47  |
|                         | Outros                        | 102   | 1,61 / 100,00   |       |
| Votos Inválidos         | Votos Inválidos               | 217   | 3,44 / 100,00   | 0,17  |
| Total                   | Total                         | 6 316 | 100,00 / 100,00 |       |
| Eleitorado/Participação | Eleitorado/Participação       | 8 675 | 72,81 / 100,00  | 1,90  |

### Ansião
| Partido                 | Partido                       | Votos  | %               | +/-  |
| ----------------------- | ----------------------------- | ------ | --------------- | ---- |
|                         | Partido Social Democrata      | 5 266  | 59,42 / 100,00  | 4,49 |
|                         | Partido Socialista            | 1 385  | 15,63 / 100,00  | 8,03 |
|                         | Partido Renovador Democrático | 802    | 9,05 / 100,00   | Novo |
|                         | Centro Democrático e Social   | 713    | 8,05 / 100,00   | 5,39 |
|                         | Aliança Povo Unido            | 186    | 2,10 / 100,00   | 0,36 |
|                         | Partido da Democracia Cristã  | 131    | 1,48 / 100,00   | 0,48 |
|                         | Outros                        | 152    | 1,70 / 100,00   |      |
| Votos Inválidos         | Votos Inválidos               | 227    | 2,56 / 100,00   | 0,18 |
| Total                   | Total                         | 8 862  | 100,00 / 100,00 |      |
| Eleitorado/Participação | Eleitorado/Participação       | 12 086 | 73,32 / 100,00  | 5,46 |

### Batalha
| Partido                 | Partido                       | Votos  | %               | +/-  |
| ----------------------- | ----------------------------- | ------ | --------------- | ---- |
|                         | Partido Social Democrata      | 3 983  | 48,80 / 100,00  | 2,73 |
|                         | Centro Democrático e Social   | 1 325  | 16,23 / 100,00  | 3,78 |
|                         | Partido Socialista            | 1 294  | 15,85 / 100,00  | 9,99 |
|                         | Partido Renovador Democrático | 827    | 10,13 / 100,00  | Novo |
|                         | Aliança Povo Unido            | 195    | 2,39 / 100,00   | 0,03 |
|                         | Partido da Democracia Cristã  | 137    | 1,68 / 100,00   | 0,40 |
|                         | Outros                        | 125    | 1,52 / 100,00   |      |
| Votos Inválidos         | Votos Inválidos               | 276    | 3,39 / 100,00   | 0,42 |
| Total                   | Total                         | 8 162  | 100,00 / 100,00 |      |
| Eleitorado/Participação | Eleitorado/Participação       | 10 136 | 80,52 / 100,00  | 1,79 |

### Bombarral
| Partido                 | Partido                       | Votos  | %               | +/-   |
| ----------------------- | ----------------------------- | ------ | --------------- | ----- |
|                         | Partido Social Democrata      | 2 479  | 30,68 / 100,00  | 1,12  |
|                         | Partido Socialista            | 1 672  | 20,70 / 100,00  | 11,78 |
|                         | Partido Renovador Democrático | 1 311  | 16,23 / 100,00  | Novo  |
|                         | Centro Democrático e Social   | 1 272  | 15,74 / 100,00  | 3,42  |
|                         | Aliança Povo Unido            | 838    | 10,37 / 100,00  | 2,22  |
|                         | Partido da Democracia Cristã  | 82     | 1,01 / 100,00   | 0,38  |
|                         | Outros                        | 145    | 1,79 / 100,00   |       |
| Votos Inválidos         | Votos Inválidos               | 280    | 3,46 / 100,00   | 0,03  |
| Total                   | Total                         | 8 079  | 100,00 / 100,00 |       |
| Eleitorado/Participação | Eleitorado/Participação       | 11 148 | 72,47 / 100,00  | 2,34  |

### Caldas da Rainha
| Partido                 | Partido                       | Votos  | %               | +/-   |
| ----------------------- | ----------------------------- | ------ | --------------- | ----- |
|                         | Partido Social Democrata      | 9 104  | 37,56 / 100,00  | 1,82  |
|                         | Partido Renovador Democrático | 4 970  | 20,50 / 100,00  | Novo  |
|                         | Partido Socialista            | 4 454  | 18,38 / 100,00  | 15,29 |
|                         | Centro Democrático e Social   | 2 472  | 10,20 / 100,00  | 5,11  |
|                         | Aliança Povo Unido            | 1 860  | 7,67 / 100,00   | 2,10  |
|                         | Outros                        | 724    | 2,98 / 100,00   |       |
| Votos Inválidos         | Votos Inválidos               | 655    | 2,70 / 100,00   | 0,07  |
| Total                   | Total                         | 24 239 | 100,00 / 100,00 |       |
| Eleitorado/Participação | Eleitorado/Participação       | 33 885 | 71,53 / 100,00  | 4,01  |

### Castanheira de Pera
| Partido                 | Partido                       | Votos | %               | +/-   |
| ----------------------- | ----------------------------- | ----- | --------------- | ----- |
|                         | Partido Socialista            | 1 042 | 34,81 / 100,00  | 23,29 |
|                         | Partido Renovador Democrático | 782   | 26,13 / 100,00  | Novo  |
|                         | Partido Social Democrata      | 717   | 23,96 / 100,00  | 1,05  |
|                         | Aliança Povo Unido            | 136   | 4,54 / 100,00   | 2,60  |
|                         | Centro Democrático e Social   | 87    | 2,91 / 100,00   | 0,21  |
|                         | Outros                        | 104   | 3,48 / 100,00   |       |
| Votos Inválidos         | Votos Inválidos               | 125   | 4,18 / 100,00   | 0,97  |
| Total                   | Total                         | 2 993 | 100,00 / 100,00 |       |
| Eleitorado/Participação | Eleitorado/Participação       | 3 957 | 75,64 / 100,00  | 0,57  |

### Figueiró dos Vinhos
| Partido                 | Partido                       | Votos | %               | +/-  |
| ----------------------- | ----------------------------- | ----- | --------------- | ---- |
|                         | Partido Social Democrata      | 3 096 | 57,14 / 100,00  | 1,05 |
|                         | Partido Socialista            | 739   | 13,64 / 100,00  | 8,92 |
|                         | Partido Renovador Democrático | 569   | 10,50 / 100,00  | Novo |
|                         | Centro Democrático e Social   | 465   | 8,58 / 100,00   | 1,51 |
|                         | Aliança Povo Unido            | 92    | 1,70 / 100,00   | 0,94 |
|                         | Partido da Democracia Cristã  | 60    | 1,11 / 100,00   | 0,22 |
|                         | Outros                        | 141   | 2,59 / 100,00   |      |
| Votos Inválidos         | Votos Inválidos               | 256   | 4,73 / 100,00   | 0,78 |
| Total                   | Total                         | 5 418 | 100,00 / 100,00 |      |
| Eleitorado/Participação | Eleitorado/Participação       | 7 366 | 73,55 / 100,00  | 3,00 |

### Leiria
| Partido                 | Partido                       | Votos  | %               | +/-   |
| ----------------------- | ----------------------------- | ------ | --------------- | ----- |
|                         | Partido Social Democrata      | 22 768 | 40,10 / 100,00  | 4,74  |
|                         | Centro Democrático e Social   | 10 359 | 18,24 / 100,00  | 5,97  |
|                         | Partido Socialista            | 9 912  | 17,46 / 100,00  | 11,61 |
|                         | Partido Renovador Democrático | 7 463  | 13,14 / 100,00  | Novo  |
|                         | Aliança Povo Unido            | 2 606  | 4,59 / 100,00   | 1,16  |
|                         | Partido da Democracia Cristã  | 940    | 1,66 / 100,00   | 0,76  |
|                         | Outros                        | 1 076  | 1,90 / 100,00   |       |
| Votos Inválidos         | Votos Inválidos               | 1 661  | 2,92 / 100,00   | 0,01  |
| Total                   | Total                         | 56 785 | 100,00 / 100,00 |       |
| Eleitorado/Participação | Eleitorado/Participação       | 72 980 | 77,81 / 100,00  | 3,43  |

### Marinha Grande
| Partido                 | Partido                       | Votos  | %               | +/-   |
| ----------------------- | ----------------------------- | ------ | --------------- | ----- |
|                         | Aliança Povo Unido            | 5 705  | 30,66 / 100,00  | 6,98  |
|                         | Partido Socialista            | 4 205  | 22,60 / 100,00  | 13,46 |
|                         | Partido Renovador Democrático | 3 728  | 20,03 / 100,00  | Novo  |
|                         | Partido Social Democrata      | 2 984  | 16,04 / 100,00  | 1,24  |
|                         | Centro Democrático e Social   | 665    | 3,57 / 100,00   | 0,96  |
|                         | União Democrática Popular     | 361    | 1,94 / 100,00   | 0,20  |
|                         | Outros                        | 381    | 2,05 / 100,00   |       |
| Votos Inválidos         | Votos Inválidos               | 580    | 3,12 / 100,00   | 0,30  |
| Total                   | Total                         | 18 609 | 100,00 / 100,00 |       |
| Eleitorado/Participação | Eleitorado/Participação       | 23 803 | 78,18 / 100,00  | 1,15  |

### Nazaré
| Partido                 | Partido                       | Votos  | %               | +/-   |
| ----------------------- | ----------------------------- | ------ | --------------- | ----- |
|                         | Partido Socialista            | 2 719  | 32,60 / 100,00  | 20,99 |
|                         | Partido Social Democrata      | 2 202  | 26,40 / 100,00  | 6,13  |
|                         | Partido Renovador Democrático | 1 379  | 16,53 / 100,00  | Novo  |
|                         | Aliança Povo Unido            | 961    | 11,52 / 100,00  | 0,27  |
|                         | Centro Democrático e Social   | 493    | 5,91 / 100,00   | 2,27  |
|                         | União Democrática Popular     | 155    | 1,86 / 100,00   | 0,35  |
|                         | Outros                        | 147    | 1,76 / 100,00   |       |
| Votos Inválidos         | Votos Inválidos               | 284    | 3,41 / 100,00   | 0,48  |
| Total                   | Total                         | 8 340  | 100,00 / 100,00 |       |
| Eleitorado/Participação | Eleitorado/Participação       | 11 886 | 70,17 / 100,00  | 5,58  |

### Óbidos
| Partido                 | Partido                       | Votos | %               | +/-   |
| ----------------------- | ----------------------------- | ----- | --------------- | ----- |
|                         | Partido Social Democrata      | 1 680 | 29,90 / 100,00  | 3,46  |
|                         | Partido Socialista            | 1 351 | 24,04 / 100,00  | 21,22 |
|                         | Partido Renovador Democrático | 1 318 | 23,46 / 100,00  | Novo  |
|                         | Aliança Povo Unido            | 444   | 7,90 / 100,00   | 2,00  |
|                         | Centro Democrático e Social   | 417   | 7,42 / 100,00   | 3,25  |
|                         | Partido da Democracia Cristã  | 57    | 1,01 / 100,00   | 0,23  |
|                         | Outros                        | 149   | 2,65 / 100,00   |       |
| Votos Inválidos         | Votos Inválidos               | 203   | 3,61 / 100,00   | 0,33  |
| Total                   | Total                         | 5 619 | 100,00 / 100,00 |       |
| Eleitorado/Participação | Eleitorado/Participação       | 8 441 | 66,57 / 100,00  | 5,68  |

### Pedrogão Grande
| Partido                 | Partido                       | Votos | %               | +/-  |
| ----------------------- | ----------------------------- | ----- | --------------- | ---- |
|                         | Partido Social Democrata      | 1 860 | 57,35 / 100,00  | 0,50 |
|                         | Partido Socialista            | 531   | 16,37 / 100,00  | 4,41 |
|                         | Centro Democrático e Social   | 291   | 8,97 / 100,00   | 2,48 |
|                         | Partido Renovador Democrático | 231   | 7,12 / 100,00   | Novo |
|                         | Aliança Povo Unido            | 67    | 2,07 / 100,00   | 0,42 |
|                         | Partido da Democracia Cristã  | 35    | 1,08 / 100,00   | 0,52 |
|                         | Outros                        | 78    | 2,41 / 100,00   |      |
| Votos Inválidos         | Votos Inválidos               | 150   | 4,63 / 100,00   | 0,24 |
| Total                   | Total                         | 3 243 | 100,00 / 100,00 |      |
| Eleitorado/Participação | Eleitorado/Participação       | 4 887 | 66,36 / 100,00  | 4,85 |

### Peniche
| Partido                 | Partido                       | Votos  | %               | +/-   |
| ----------------------- | ----------------------------- | ------ | --------------- | ----- |
|                         | Partido Social Democrata      | 4 183  | 25,35 / 100,00  | 1,92  |
|                         | Partido Socialista            | 3 727  | 22,59 / 100,00  | 22,33 |
|                         | Partido Renovador Democrático | 3 642  | 22,07 / 100,00  | Novo  |
|                         | Aliança Povo Unido            | 2 949  | 17,87 / 100,00  | 0,21  |
|                         | Centro Democrático e Social   | 996    | 6,04 / 100,00   | 1,87  |
|                         | União Democrática Popular     | 248    | 1,50 / 100,00   | 0,56  |
|                         | Outros                        | 354    | 2,14 / 100,00   |       |
| Votos Inválidos         | Votos Inválidos               | 402    | 2,43 / 100,00   | 0,33  |
| Total                   | Total                         | 16 501 | 100,00 / 100,00 |       |
| Eleitorado/Participação | Eleitorado/Participação       | 22 507 | 73,31 / 100,00  | 4,31  |

### Pombal
| Partido                 | Partido                       | Votos  | %               | +/-  |
| ----------------------- | ----------------------------- | ------ | --------------- | ---- |
|                         | Partido Social Democrata      | 12 134 | 46,92 / 100,00  | 1,99 |
|                         | Partido Socialista            | 4 753  | 18,38 / 100,00  | 9,82 |
|                         | Partido Renovador Democrático | 3 127  | 12,09 / 100,00  | Novo |
|                         | Centro Democrático e Social   | 2 982  | 11,53 / 100,00  | 0,99 |
|                         | Aliança Povo Unido            | 815    | 3,15 / 100,00   | 0,09 |
|                         | Partido da Democracia Cristã  | 485    | 1,88 / 100,00   | 1,02 |
|                         | Outros                        | 587    | 2,27 / 100,00   |      |
| Votos Inválidos         | Votos Inválidos               | 978    | 3,79 / 100,00   | 0,32 |
| Total                   | Total                         | 25 861 | 100,00 / 100,00 |      |
| Eleitorado/Participação | Eleitorado/Participação       | 41 064 | 62,98 / 100,00  | 5,41 |

### Porto de Mós
| Partido                 | Partido                       | Votos  | %               | +/-   |
| ----------------------- | ----------------------------- | ------ | --------------- | ----- |
|                         | Partido Social Democrata      | 5 556  | 41,51 / 100,00  | 5,10  |
|                         | Partido Renovador Democrático | 2 156  | 16,11 / 100,00  | Novo  |
|                         | Partido Socialista            | 2 035  | 15,20 / 100,00  | 14,25 |
|                         | Centro Democrático e Social   | 2 034  | 15,19 / 100,00  | 6,23  |
|                         | Aliança Povo Unido            | 741    | 5,54 / 100,00   | 1,41  |
|                         | Partido da Democracia Cristã  | 210    | 1,57 / 100,00   | 0,59  |
|                         | Outros                        | 262    | 1,95 / 100,00   |       |
| Votos Inválidos         | Votos Inválidos               | 392    | 2,93 / 100,00   | 0,13  |
| Total                   | Total                         | 13 386 | 100,00 / 100,00 |       |
| Eleitorado/Participação | Eleitorado/Participação       | 17 340 | 77,20 / 100,00  | 3,09  |